# Pop-Soul
Pop-Soul er en sammensmeltning af pop og soul, der opstod i 1960'erne som et forsøg på at give soulmusik crossoversucces. Stilarten er eksemplificeret af Motown Records-kunstnere såsom The Supremes ("Baby Love"), Martha and the Vandellas ("Jimmy Mack") og The Miracles ("Tears of a Clown"). Inspiration fra pop-soul finder man i disco i 1970'erne, og i 1980'erne var elementer af genren indarbejdet i sophisti-pop.